# اورلاندو اوربانو
اورلاندو اوربانو (انگلیسی: Orlando Urbano؛ زادهٔ ۹ ژوئن ۱۹۸۴) بازیکن فوتبال اهل ایتالیا است.
از باشگاه‌هایی که در آن بازی کرده‌است می‌توان به باشگاه فوتبال پروجا، باشگاه فوتبال یوونتوس، باشگاه فوتبال ارورا پرو پاتریا ۱۹۱۹، باشگاه فوتبال رجانا، باشگاه فوتبال لوگانو، باشگاه فوتبال کومو، باشگاه فوتبال ویچنزا، و باشگاه فوتبال وارزه اشاره کرد.